# Amplificación mediada por transcripción
Amplificación Mediada por Transcripción  (AMT o TMA por las siglas en inglés de Transcription-mediated amplification) es un sistema de amplificación de ácido nucleico  isotermo (no cambia la temperatura de ácido nucleico) de tubo único, que utiliza dos enzimas, polimerasa de ARN y transcriptasa reversa o inversa.  "La amplificación" significa crear muchas más copias de una hebra de ácido nucleico que estaba presente al principio, para fácilmente detectarla o hacerle pruebas.  La amplificación rápida del ARN/ADN  objetivo permite a un laboratorio detectar simultáneamente múltiples organismos en un solo tubo solo. La tecnología TMA facilita a un laboratorio clínico ejecutar ensayos de pruebas de ácido nucleico ( Nucleic Acid Test o NAT) para  cribado de sangre con menos pasos, menos tiempo de procesamiento y resultados más rápidos. Se utiliza en biología molecular, forénsica, y medicina para la identificación rápida y diagnóstico de organismos patógenos, 
En contraste con técnicas similares como la reacción de cadena de la polimerasa y la reacción en cadena ligasa, este método implica transcripción de ARN (vía polimerasa de ARN) y la síntesis de ADN (vía transcriptasa inversa) para producir un ARN amplicón (la fuente o producto de amplificación) desde un ácido nucleico objetivo. Esta técnica puede ser usada para apuntar tanto a ARN y ADN.
La amplificación mediada por transcripción  tiene varias ventajas comparada con otros métodos de amplificación, entre las que se incluyen:
- TMA es isotermo; se utiliza un baño de agua o bloque de calor en vez de un cilindro térmico.
- TMA produce ARN amplicón en vez de ADN amplicón. Dado que el ARN es más lábil en un entorno de laboratorio, esto reduce la posibilidad de arrastrar consigo contaminación.
- TMA produce 100–1000 copias por ciclo (PCR y LCR exponencialmente dobla cada ciclo). Esto resulta en un aumento multiplicado por 10 mil millones pliegue de copias de  ADN (o ARN) en aproximadamente 15–30 minutos.

## Prueba para COVID-19
La empresa española Grifols ha desarrollado una prueba de AMT para detección del virus SARS-CoV-2, causante de la enfermedad COVID-19. Para poder realizar el diagnóstico, las muestras se deben procesar en las máquinas Phanter -un analizador de biología molecular automatizado para diagnóstico clínico.